# Інститут політичних досліджень (Париж)
Інститут політичних досліджень (перша назва — фр. École libre des sciences politiques, розповсюджена назва — фр. Sciences Po) — один із провідних вищих навчальних закладів Франції та Європи, який готує державних чиновників, журналістів, фахівців із суспільних наук, міжнародних відносин, фінансів, права тощо. Заснований у 1871 р.
У французькій національній системі Інститут політичних досліджень класифікується як громадська установа наукового, культурного та фахового спрямування (фр. établissement public à caractère scientifique, culturel et professionnel — EPCSCP).
Базовий рівень вищої освіти в Інституті політичних досліджень репрезентований так званим «університетським коледжем» (фр. collège universitaire), що поділяється на сім кампусів, кожен із яких має регіональну спеціалізацію:
- Європейський кампус Центральної та Східної Європи у м. Діжоні
- Європейський франко-німецький кампус у м. Нансі
- Європейсько-американський кампус у м. Реймсі
- Європейсько-латиноамериканський кампус у м. Пуатьє
- Азійсько-європейський кампус у м. Гаврі
- Кампус країн Близького Сходу та Середземномор'я у м. Мантоні
- Паризький кампус

Навчання в університетському коледжі триває три роки, останній із яких традиційно відбувається за межами Франції — в рамках програми обміну або практичного стажування. Після закінчення третього року студенти здобувають ступінь бакалавра.
На маґістерських програмах Інституту студенти здобувають одну з 14 професійних спеціальностей або ж готуються до навчання в аспірантурі за одним із трьох наукових напрямів — політологія, соціологія, історія.
В Інституті викладаються 18 іноземних мов. Бібліотека закладу нараховує більше 1 мільйона книг і 15 тисяч періодичних видань із гуманітарних і суспільних наук (одна з найбільших книгозбірень із суспільних наук у континентальній Європі).

## Рейтинги
У рейтингу QS World University Rankings 2020 року Sciences Po зайняв 2-е місце в світі в галузі політичних наук та міжнародних відносин, поступившись тільки Гарварду. 

## Відомі випускники
- Жорж Помпіду, прем'єр-міністр і президент Франції
- Франсуа Міттеран, президент Франції
- Жак Ширак, прем'єр-міністр і президент Франції
- Франсуа Олланд, президент Франції
- Емануель Макрон - президент Франції
- Крістіан Діор, модельєр
- Поль Бія, президент Камеруну
- Бутрос Бутрос Галі, генеральний секретар ООН
- Мішель Камдессю, директор Міжнародного валютного фонду
- П'єр де Кубертен, президент Міжнародного олімпійського комітету
- Марсель Пруст, письменник
- Реньє III, князь Монако
- П'єр Трюдо, прем'єр-міністр Канади
- Домінік Стросс-Кан, директор Міжнародного валютного фонду
- Фредерік Беґбеде, письменник
- Бернар Леконт (письменник)
- Ніколас Краузе, всесвітньовідомий французький диригент, засновник, головний диригент і художній керівник Оркестру Нової Європи